# Thư Thụ
Thư Thụ (chữ Hán: 沮授; ?-200), tên tự là Công Dữ (公与), là mưu thần thời Tam Quốc trong lịch sử Trung Quốc.

## Hiến kế định thiên hạ
Thư Thụ vốn là mưu thần dưới quyền Châu mục Ký châu Hàn Phức. Năm 192, Viên Thiệu bày mưu cùng Công Tôn Toản tấn công Ký châu của Hàn Phức khiến Hàn Phức sợ hãi xin nhường Ký châu cho Viên Thiệu. Thư Thụ đi theo Viên Thiệu.
Ông được Viên Thiệu bổ nhiệm làm Yết giả. Lúc đó vua Hán Hiến Đế đang bị Đổng Trác khống chế, đưa từ Lạc Dương đi Trường An. Viên Thiệu hỏi kế ông cách chinh phục thiên hạ. Thư Thụ hiến kế sách như sau:
Tướng quân là bậc anh hùng cái thế, tuổi trẻ tài cao, ít tuổi mà đã làm quan trong triều, tiếng tăm lừng lẫy; vì đại nghĩa mà dám biểu thị sự bất bình trước hành động ngang ngược của Đổng Trác, đơn thương độc mã ra khỏi trùng vây, khiến Đổng Trác kinh hoảng; vượt Hoàng Hà đi nhậm chức Bột Hải, dân Bột Hải phủ phục xưng thần. Dựa vào sức mạnh của quận Bột Hải, được sự ủng hộ của cả Ký Châu, quả là oai làm rung động Hà Sóc, danh lừng lẫy thiên hạ. Tuy thiên hạ vẫn chưa yên, nhưng kẻ nào dám ngăn cản tướng quân? Nay tướng quân đem quân sang phía đông, tất bình định Thanh Châu; vòng sang Hắc Sơn, tất Trương Yên bị diệt; tiến lên hướng bắc, tất Công Tôn tiêu vong; Uy hiếp Nhung Địch, tất Hung Nô phục tùng. Tướng quân sẽ là anh hùng cứu thế, thiên hạ vì nể. Khi đó, tướng quân sẽ rước nhà vua từ Trường An về Lạc Dương, khôi phục tôn miếu xã tắc ở Lạc Ấp. Sau đó, kêu gọi thiên hạ đánh kẻ không chịu phục tùng. Với ưu thế chính trị như vậy, ai dám tranh hơn với tướng quân? Chẳng mấy chốc đại sự sẽ thành.
Viên Thiệu khen kế ông hay, phong cho ông làm Phấn vũ tướng quân, lệnh cho ông giám hộ các bộ tướng. Nhưng mưu kế của ông không được thi hành.
Đương thời các mưu sĩ của Tào Tháo cũng bàn về mưu tính thiên hạ cho Tào Tháo. Có ý kiến cho rằng lời bàn của Thư Thụ không bằng lời bàn của Mao Giới – dưới quyền họ Tào. Thư Thụ đề nghị "lợi dụng thiên tử để sai khiến chư hầu" (hiệp thiên tử nhi lệnh chư hầu), còn Mao Giới đề nghị "bảo vệ thiên tử, trừng phạt kẻ không phục tùng chính quyền trung ương" (phụng thiên tử dĩ lệnh bất thần). Về đạo lý, phụng là "bảo vệ","duy trì"; hiệp là "ép", "lợi dụng". Phụng thiên tử dĩ lệnh bất thần là muốn đất nước thống nhất; hiệp thiên tử nhi lệnh chư hầu là mưu đồ lợi lộc cho bản thân. Một đằng quang minh chính đại; một đằng quanh co lắt léo. Hai chủ trương khác nhau rất nhiều. Các sử gia kết luận rằng Mao Giới nói đúng: binh nghĩa giả thắng (dấy binh vì nghĩa thì thắng).

## Hiến kế đón thiên tử
Năm 195, Hán Hiến Đế bổ nhiệm Viên Thiệu làm Hữu tướng quân. Cuối năm đó, vì loạn Lý Thôi và Quách Dĩ ở Trường An, Hiến Đế phải bỏ chạy về phía đông. Thư Thụ bèn khuyên Viên Thiệu:
Từ khi Đổng Trác gây mầm họa lớn, thiên tử lưu ly thất sở, tông miếu bị hủy hoại, các châu quận trong thiên hạ ngoài mặt thì khởi binh cần vương nhưng trên thực tế là mưu tính hại nhau, tranh đoạt địa bàn, tranh đoạt quyền thế, không ai thật sự muốn bảo toàn đất nước, vỗ về dân chúng. Ngài mấy đời đài phụ, vốn có tiếng trung nghĩa, lại thêm châu thành đã định, binh cường sĩ phục, nên xuống phía tây đón đại giá hoàng đế, đưa vào trú ở Nghiệp Đô, như thế có thể khống chế được thiên tử mà lệnh cho chư hầu, tích trữ binh mã để dẹp bọn chưa phục, sau này còn ai chống nổi ngài?
Viên Thiệu vốn tán đồng ý kiến này, nhưng lúc đó dưới trướng Viên Thiệu lại có ý kiến khác. Thuần Vu Quỳnh và Quách Đồ không đồng tình. Họ cho rằng nhà Hán đã suy vong không thể khôi phục nữa, nếu đón Hiến Đế về ở cùng, sẽ phải nghe lệnh vua làm giảm quyền hành Viên Thiệu, nếu không nghe thì mang tiếng là phạm thượng. Viên Thiệu thấy họ nói có lý, lại cho rằng Hán Hiến Đế là do Đổng Trác dựng lên, còn bản thân Thiệu từng định dựng vua khác là hoàng thân Lưu Ngu đang làm thứ sử U châu để đối kháng với Đổng Trác, do đó nghe theo Quách Đồ. Dù sau đó Thư Thụ cố thuyết phục Viên Thiệu nên nắm lấy thời cơ hiếm có, nhưng Viên Thiệu dứt khoát bỏ kế của Thư Thụ.
Ngay sau đó Tào Tháo ở Duyện châu mang quân tới đón Hán Hiến Đế, giành Hiến Đế từ tay Dương Phụng, Hàn Tiêm, trở thành người mượn danh thiên tử sai khiến chư hầu. Viên Thiệu hối hận không nghe lời Thư Thụ thì đã muộn.

## Trong trận Quan Độ
Năm 199, Viên Thiệu tiêu diệt Công Tôn Toản, chiếm thêm U châu, từ đó làm chủ cả Hà Bắc. Có thế lực hùng mạnh, Viên Thiệu muốn khởi binh tấn công Tào Tháo ở Hứa Xương, bèn chọn 10 vạn quân đi nam tiến. Thư Thụ không tán thành, ông khuyên Viên Thiệu nên cho quân sĩ nghỉ ngơi tĩnh dưỡng vì vừa chinh chiến nhiều ngày, nếu đánh ngay không có danh nghĩa gì; trong khi tĩnh dưỡng thì dùng biện pháp chính trị: mang thư đến Hứa Xương dâng lên Hiến Đế kể tội Tào Tháo uy hiếp thiên tử để có danh nghĩa nam tiến.
Nhưng hai mưu sĩ khác là Thẩm Phối và Quách Đồ ra sức khuyên Viên Thiệu ra quân. Viên Thiệu nghe theo, bèn xuất quân đánh Tào Tháo. Quách Đồ thấy Thư Thụ có ý kiến trái ngược với mình bèn gièm pha ông với Viên Thiệu. Viên Thiệu chia quân sĩ sở thuộc của Thư Thụ làm 3 cánh, chia bớt cho Quách Đồ và Thuần Vu Quỳnh nắm giữ, còn Thư Thụ chỉ nắm 1 cánh quân.
Tháng 2 năm 200, đại quân Viên Thiệu xuất phát đi nam tiến. Trước lúc lên đường, Thư Thụ gặp mặt họ hàng, tỏ ý bi quan. Em ông là Thư Tông không hiểu, ông khẳng định rằng dù Viên Thiệu mới thắng Công Tôn Toản nhưng sẽ không địch nổi Tào Tháo trong lần ra quân này.
Viên Thiệu tiến quân đến Bạch Mã và Diên Tân, bị Tào Tháo đánh bại ở Bạch Mã, tướng Nhan Lương bị Quan Vũ giết chết. Thấy quân Tào rút đi, Viên Thiệu muốn vượt sông truy kích. Thư Thụ khuyên Viên Thiệu nên giữ vững Diên Tân và chia quân ra đánh Quan Độ. Viên Thiệu lại không nghe theo. Đại quân Viên Thiệu vượt sông Hoàng Hà, Thư Thụ buồn bã cho rằng tình hình không thể cứu vãn. Ông bèn cáo bệnh từ chức, nhưng Viên Thiệu không cho từ chức, lại nổi cơn giận dữ tước hết binh sĩ của ông giao cho Quách Đồ quản lý.
Quả nhiên sau đó đạo quân do Lưu Bị và Văn Xú đi đánh Tào Tháo lại bại trận, Văn Xú bị giết. Tào Tháo mang quân về Quan Độ, Viên Thiệu lại dẫn quân truy sát tới Dương Vũ, phía bắc Quan Độ. Lúc này Thư Thụ lại hiến kế:
Chúng ta tuy quân đông nhưng cương dũng quả quyết không bằng quân Tào. Quân Tào lương ít, vật tư cũng không bằng quân ta. Do đó quân Tào lợi về tốc chiến, còn ta lợi về đánh lâu dài. Nên chuẩn bị đánh lâu dài với địch
Nhưng Viên Thiệu không nghe, lại muốn đánh tốc chiến với Tào Tháo, mấy lần tấn công đều thất bại. Tháng 9 năm 200, Viên Thiệu sai Thuần Vu Quỳnh mang 1 vạn quân đi về nhận lương để chở ra mặt trận. Thư Thụ đề nghị phái tướng Tưởng Kỳ mang một cánh quân đóng bên ngoài để tiếp ứng cho Thuần Vu Quỳnh, đề phòng Tào Tháo chặn đánh. Viên Thiệu không nghe theo.
Một mưu sĩ khác của Viên Thiệu là Hứa Du cũng bất mãn, bèn bỏ sang hàng Tào Tháo. Hứa Du hiến kế cho Tào Tháo đánh cướp kho lương của Viên Thiệu ở Ô Sào.
Sang tháng 10 năm 200, sau khi bị Tào Tháo cướp kho lương ở Ô Sào, cánh quân Thuần Vu Quỳnh do Viên Thiệu phái đi bị đánh tan vỡ. Tào Tháo thu được toàn thắng, còn Viên Thiệu mang tàn quân bỏ chạy về Hà Bắc.

## Bị giết
Trong lúc rối loạn ở Quan Độ, Thư Thụ bị quân Tào bắt được. Ông vốn có quen biết với Tào Tháo, nhưng khi gặp Tào Tháo ông tỏ ý không đầu hàng. Tào Tháo tiếc tài năng của ông nên tỏ ý muốn thu dụng, do đó giữ ông lại và hậu đãi ông.
Được ít lâu sau, Thư Thụ tìm cách chạy trốn về Hà Bắc với Viên Thiệu, nhưng bị quân Tào phát hiện, bắt giữ. Tào Tháo bèn ra lệnh giết chết ông. Không rõ khi đó Thư Thụ bao nhiêu tuổi.

## Trong Tam Quốc diễn nghĩa
Thư Thụ, cùng với Điền Phong, được coi là mưu sĩ tài năng nhất của Viên Thiệu. Ông thường đương ra những lời khuyên chuẩn xác cho Viên Thiệu, nhưng phần lớn đều bị bỏ ngoài tai. Có lần ông cùng Điền Phong khuyên Viên Thiệu tấn công Hứa Xương (là đại bản doanh củaTào Tháo), lúc đó bỏ trống nhưng không được chấp thuận. Sau đó, vì hoàn cảnh thay đổi, nên Điền Phong khuyên Viên Thiệu chưa đánh Tào Tháo vội. Thiệu rất tức giận nên đã cho giam ông ở ngục với tội danh làm nản lòng binh sĩ.
Vào năm 200, Viên Thiệu dẫn quân tấn công Tào Tháo ở trận Quan Độ. Thư Thụ khuyên Viên Thiệu không được khinh địch, và nên đợi cơ hội thích hợp. Thiệu không nghe, nên giam Thư Thụ ở trong quân cũng với tội danh như trên.
Viên Thiệu giao cho Thuần Vu Quỳnh canh giữ lương ở Ô Sào. Thư Thụ biết rằng Thuần Vu Quỳnh nghiện rượu, không thích hợp cho việc canh giữ lương thảo nên đã khuyên Viên Thiệu thay bằng người khác. Lúc đó, Viên Thiệu đã quá mệt mỏi với Thư Thụ nên đã phớt lờ đề nghị này.
Đúng như Thư Thụ dự đoán, quân Viên Thiệu thảm bại ở trận Quan Độ và toàn bộ lương thảo ở Ô Sào bị quân Tào Tháo đốt sạch. Viên Thiệu phải chạy đến Hà Bắc nhưng vì Thư Thụ bị giam nên không chạy được. Tào Tháo rất kính trọng người tài nên đã đề nghị Thư Thụ gia nhập quân Tào. Thư Thụ không chịu hàng và đã tìm cách trốn về Hà Bắc, nhưng bị quân Tào phát hiện và giết. Sau đó Tào Tháo ân hận vì đã giết ông, sai làm lễ hậu, chôn ở cửa sông Hoàng Hà.
La Quán Trung làm thơ viếng Thư Thụ:
Hà Bắc nhiều danh sĩ
Trung trinh có Thư quân
Mắt trông hiểu trận pháp
Mặt ngẩng biết thiên văn
Đến chết lòng son sắt
Lâm nguy chí tựa vân
Tào công trọng vì nghĩa
Bia cao dựng trước phần.